# 8-cm-Panzerabwehrwerfer 600
Der 8-cm-Panzerabwehrwerfer 600 war eine Panzerabwehrwaffe der Wehrmacht im Zweiten Weltkrieg.

## Entwicklung und Produktion
Der Panzerabwehrwerfer wurde ab 1943 von Rheinmetall in Düsseldorf entwickelt und von der Firma R. Wolf in Magdeburg gebaut. Aufgrund der späten Entwicklungszeit wurden bis Kriegsende nur 260 Stück fertiggestellt und im Heer eingeführt. Der Herstellungspreis des Geschützes betrug 2050 RM.

## Beschreibung
Das Geschütz arbeitete nach einem neuartigen Hoch-Niederdruck-System, welches eine leichte Konstruktion ermöglichte. Es beruht darauf, die Treibladung in einer besonders dickwandigen Kammer innerhalb der Granaten-Kartusche unterzubringen, wo sie nach der Zündung unter hohem Druck effizient verbrennen kann. Nach dem Brechen von Sollbruchstellen strömen die Pulvergase über eine Anzahl enger Kanäle aus dieser Kammer. Dabei verringert sich ihr Druck deutlich auf etwa 200 Bar, bleibt aber längere Zeit auf diesem Niveau durch das verzögerte Ausströmen. Sie treiben die Granate aus dem Lauf. Der verhältnismäßig niedrige und gleichbleibende Druckverlauf außerhalb der Kartuschenkammer reduziert die Belastung, der Granate und Waffe widerstehen müssen.
Dadurch kann der Granatwerfer selbst, wie auch die restliche Kartusche, relativ leicht gebaut werden, und der Rückstoß bleibt beherrschbar. Allerdings blieb die effektive Reichweite gegen bewegte Ziele durch die für Panzerabwehrzwecke ungewöhnlich geringe Mündungsgeschwindigkeit eingeschränkt.

## Munition
Es gab eine Hohlladungsgranate (HL Gr) mit 2,7 Kilogramm Geschossgewicht zur Bekämpfung gepanzerter Ziele und eine Sprenggranate mit 4,46 Kilogramm Geschossgewicht für sogenannte weiche Ziele. Die Geschosse waren flossenstabilisiert. Auf 750 Meter konnten bei senkrechten Panzerplatten 140 Millimeter Panzerung durchschlagen werden. Die Streuung lag auf diese Entfernung innerhalb eines Quadrates mit 1 Meter Kantenlänge.

## Einsatz
Der Panzerabwehrwerfer sollte die Hauptwaffe der Infanteriepanzerjägerkompanien werden und gleichzeitig das Infanteriegeschütz ablösen. Das Geschütz befand sich noch in der Felderprobung, als der Krieg zu Ende ging.